# Peromyscus sejugis
Peromyscus sejugis là một loài động vật có vú trong họ Cricetidae, bộ Gặm nhấm. Loài này được Burt mô tả năm 1932.